# Lago Mashu
O Lago Mashu (em japonês 摩周湖 Mashū-ko) é um lago situado a 351 metros de altitude na cratera de um vulcão inactivo. Localiza-se no Parque Nacional Akan, na ilha de Hokkaido no Japão e famoso pela limpidez das suas águas e pelo nevoeiro que envolve a sua superfície.